# Escape to Glory
Pour plus de détails, voir Fiche technique et Distribution.
Escape to glory est un film américain en noir et blanc réalisé par John Brahm, sorti en 1940.

## Synopsis
Au début de la Seconde Guerre mondiale, un navire britannique est attaqué par un U-Boot.
Parmi les passagers effrayés, chacun dévoile tour à tour sa réaction, notamment un médecin allemand et un Irlandais ivre.

## Fiche technique
- Titre : Escape to Glory
- Réalisation : John Brahm
- Scénario : P. J. Wolfson, d'après une histoire de Sidney Biddell et Fredric M. Frank
- Chef opérateur: Franz Planer
- Musique : Sidney Cutner, Werner R. Heymann
- Direction artistique : Lionel Banks
- Costumes : Irene
- Société de production : Columbia Pictures
- Société(s) de distribution : Columbia Pictures
- Pays de production :  États-Unis
- Langue originale : anglais américain
- Format : noir et blanc — 35 mm — 1,37:1 — son : mono (Western Electric Mirrophonic Recording)
- Genre : drame, guerre
- Durée : 64 min
- Date de sortie :
  - États-Unis : 24 mai 1940

## Distribution
- Pat O'Brien : Mike Farrough
- Constance Bennett : Christine Blaine
- John Halliday : John Morgan
- Alan Baxter : Larry Perrin
- Erwin Kalser : Dr Adolph Behrens
- Edgar Buchanan : Charles Atterbee
- Frank Sully : Tommy Malone
- Marjorie Gateson : Mrs Winslow
- Francis Pierlot : Professeur Mudge
- Jessie Busley : Mrs Madge
- Melville Cooper : Penney
- Stanley Logan : Capitaine James P. Hollister
- Leslie Denison (de) : Jones
- Don Beddoe : Anderson